# Nazionale olimpica di calcio della Birmania
La nazionale olimpica birmana di calcio  è la rappresentativa calcistica della Birmania che rappresenta l'omonimo stato ai giochi olimpici.

## Storia
La nazionale olimpica di calcio della Birmania si è qualificata una sola volta ai giochi olimpici nel 1972. In quell'edizione venne eliminata nella fase a gruppi dopo due sconfitte con l'URSS per 1-0, e il Messico sempre per 1-0, ed una vittoria contro il Sudan per 2-0. Gli unici gol fatti furono di Soe Than e Aung Moe Thin.

## Statistiche dettagliate sui tornei internazionali

### Giochi olimpici
| Anno | Luogo             | Piazzamento      | V | N | P | Gol |
| ---- | ----------------- | ---------------- | - | - | - | --- |
| 1952 | Helsinki          | Non partecipante | - | - | - | -   |
| 1956 | Melbourne         | Non partecipante | - | - | - | -   |
| 1960 | Roma              | Non partecipante | - | - | - | -   |
| 1964 | Tokyo             | Non qualificata  | - | - | - | -   |
| 1968 | Città del Messico | Ritirata         | - | - | - | -   |
| 1972 | Monaco di Baviera | Primo turno      | 1 | 0 | 2 | 2:2 |
| 1976 | Montréal          | Non partecipante | - | - | - | -   |
| 1980 | Mosca             | Non partecipante | - | - | - | -   |
| 1984 | Los Angeles       | Non partecipante | - | - | - | -   |
| 1988 | Seul              | Non partecipante | - | - | - | -   |
| 1992 | Barcellona        | Non partecipante | - | - | - | -   |
| 1996 | Atlanta           | Non partecipante | - | - | - | -   |
| 2000 | Sydney            | Non qualificata  | - | - | - | -   |
| 2004 | Atene             | Non qualificata  | - | - | - | -   |
| 2008 | Pechino           | Non qualificata  | - | - | - | -   |
| 2012 | Londra            | Non qualificata  | - | - | - | -   |
| 2016 | Rio de Janeiro    | Non qualificata  | - | - | - | -   |
| 2020 | Tokyo             | Non qualificata  | - | - | - | -   |

## Tutte le rose

### Giochi olimpici
Calcio ai Giochi Olimpici Estivi 19721 A. Tin, 2 Sein, 3 T. Maung Maung, 4 S. Tin, 5 Myo, 6 Soe, 7 San, 8 M. G. Aye, 9 M. L. Aye, 10 Myint, 11 Ye, 12 Win, 13 Than, 14 Thin, 15 Hla, 16 M. L. Khin, 17 N. Maung Maung, 18 M. T. Khin, 19 Sein, CT: Hlaing